# 윈도우 사이드쇼
윈도우 사이드쇼(Windows SideShow)는 윈도우 비스타에 도입된 기술로, 윈도우가 설치된 개인용 컴퓨터에 연결되어 있는 다양한 보조 디스플레이 장치를 운영할 수 있게 도와준다. 이러한 장치들은 기본 PC에 부착하거나 PC로부터 제거할 수 있다. (이를테면 노트북 덮개 밖에 부착된 화면) 또 이로써 개인용 컴퓨터가 대개 꺼져 있어도 정보와 매체에 접근할 수 있게 된다. 사이드쇼는 또한 휴대 전화뿐 아니라 블루투스 등의 무선 네트워크 제품에 연결된 장치의 PC 데이터를 보여 주는 기능을 담당한다.
사이드쇼 디스플레이 장치는 연락처, 지도, 일정, 전자 우편 메시지와 같은 다른 수많은 종류의 정보를 가지고 업데이트할 수 있다. 이러한 것들은 개인용 컴퓨터가 꺼져있을 때 고려할 수 있다. 지원 플랫폼이 절전 상태이므로 노트북에 포함된 사이드쇼 디스플레이는 비록 데이터와 멀티미디어 콘텐츠에 접근하는 동안이라도 노트북 배터리를 낭비하지 않고 수백 시간 동안 실행할 수 있다.
사이드쇼는 윈도우 비스타 사이드바와 연결된다. 다시 말해, 마이크로소프트 가젯은 쉽게 사이드쇼 외부 장치와 호환한다. 그러나 하드웨어 제공업체들은 문자, 그림, 소리, 영상 재생과 같은 리치 멀티미디어 응용 프로그램을 네이티브로 지원한다. 이를테면 덮개 안쪽의 노트북 디스플레이는 사이드쇼 플랫폼이 유지하는 저전력 설계 때문에 배터리 모드에서 전원이 꺼져 있는 동안 MP3 플레이어로 수백 시간 동안 재생하며 사용할 수 있다.

## 사이드쇼 API
윈도우 사이드쇼 가젯은 윈도우 사이드쇼 플랫폼 API로 짜인다. 이 API는 순수 COM 기반의 API이며 마이크로소프트 윈도우 비스타 운영 체제에서 사용할 수 있다. 관리 API의 베타판은 별도로 내려 받아 사용할 수 있다.
윈도우 사이드쇼 장치는 저만의 프로세서를 가지고 있으므로 작업 처리를 위해 컴퓨터를 연결하지 않아도 되며, 온라인, 오프라인 방식으로 더 커다란 장치를 연결할 수 있다. 아래에는 장치 디스플레이 종류와 기술을 나열하고 있다.
| 장치 종류                 | 설명 |
| ------------------------- | --- |
| 강화 디스플레이           | 문자와 그림을 포함한 색 콘텐츠를 표시하는 보조 디스플레이 장치이다. 이를테면 닷넷 마이크로 프레임워크를 실행하는 장치를 들 수 있다.                      |
| 한 줄 디스플레이          | 한 두 개 줄의 문자를 보여 주는 보조 디스플레이 장치이며, 그림은 지원하지 않는다.                                                                         |
| 부착 디스플레이 / 덮개 위 | 물리적으로 노트북 컴퓨터, 데스크톱 컴퓨터, 서버 등의 본체에 위치한 보조 디스플레이 장치이다. 이를테면 노트북 덮개 위나 미디어 센터의 앞쪽 패널을 말한다. |
| 원격 디스플레이           | 개인용 컴퓨터에 물리적으로 위치하지 않는 보조 디스플레이이며 유선/무선 네트워크 프로토콜을 통해 개인용 컴퓨터와 통신한다.                                |

사이드쇼 사용자 인터페이스를 통해 접근할 수 있는 소리, 영상 재생과 같은 리치 미디어 경험을 제공하는 하드웨어에 특화된, 네이티브 응용 프로그램은 특정 업체로부터 SDK를 요구한다. 이를테면 포털플레이어(PortalPlayer) 사는 MP3, AAC, MPEG-4 변환 및 다른 디지털 매체 형식과 같은 기능을 포함하고 있는 프리페이스(Preface) 플랫폼을 제공한다.

## 같이 보기
- 데스크톱 가젯을 위한 윈도우 사이드바
- 웹 가젯을 위한 라이브 닷컴
- 도구 모음 가젯을 위한 윈도우 라이브 툴바